# رایانش مخزنی

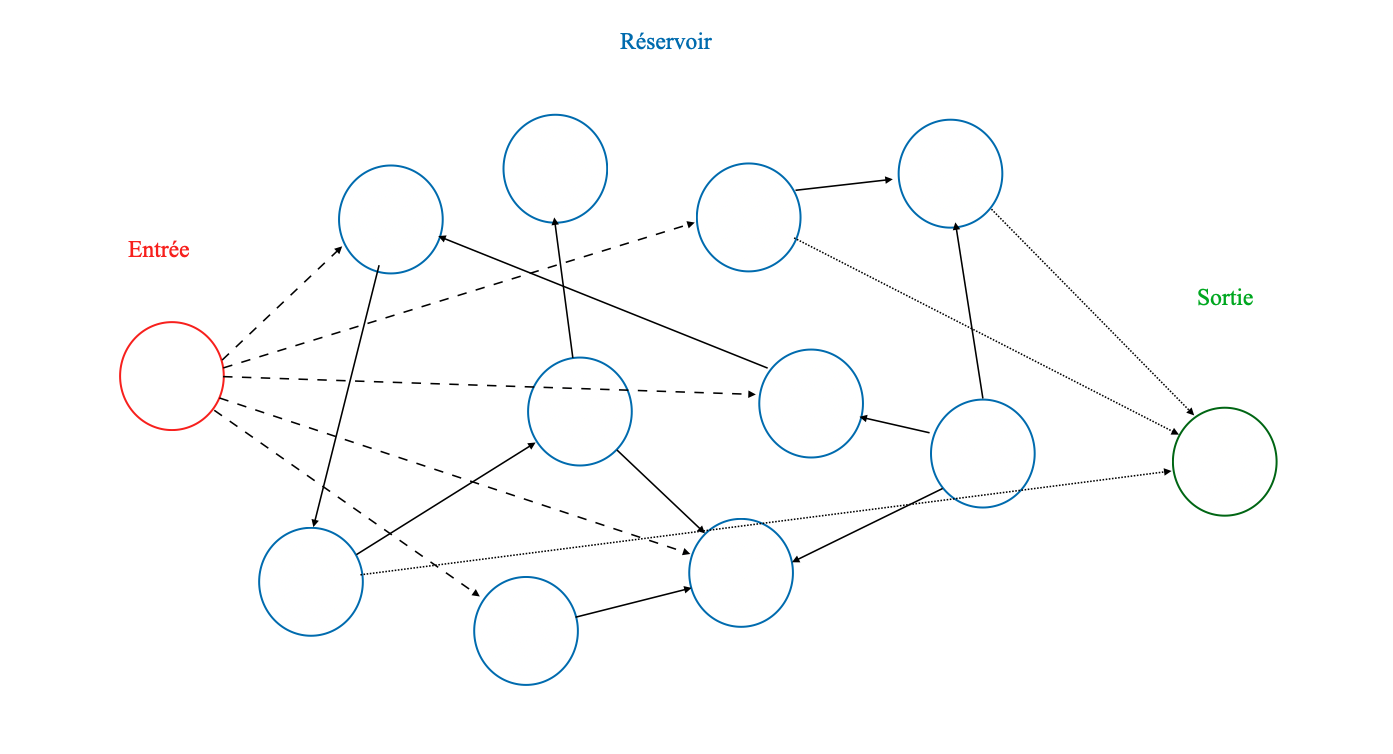
نمودار در اصل محاسبه توسط مخزن

مخزن محاسبات یک چارچوب برای محاسبه است که ممکن است به عنوان یک فرمت از شبکه‌های عصبی باشد. به‌طور معمول یک سیگنال ورودی به یک سیستم دینامیکی ثابت (تصادفی) به نام مخزن تغذیه شده و دینامیک مخزن ورودی را به ابعاد بالاتر می‌نگارد. پس از آن یک سازوکار بازخوانی ساده برای خواندن حالت مخزن و نگاشت آن به خروجی مورد نظر آموزش داده می‌شود. مزیت اصلی در این مدل این است که آموزش تنها در مرحله بازخوانی انجام شده و مخزن ثابت است. ماشین وضعیت-مایع و شبکه حالت پژواک دو نوع اصلی از رایانش مخزن هستند.